# Thomas Wernersson
Thomas Wernerson (Nässjö, 1955. június 15. –) válogatott svéd labdarúgó, kapus.

## Pályafutása

### Klubcsapatban
1975 és 1980 között az Åtvidaberg FF, 1981 és 1987 között az IFK Göteborg labdarúgója volt. A göteborgi csapattal négy svéd bajnoki címet és két kupagyőzelmet szerzett. Tagja volt az 1981–82-es és az 1986–87-es idényben UEFA-kupagyőztes együttesnek.

### A válogatottban
1979 és 1985 között kilenc alkalommal szerepelt a svéd válogatottban.

## Sikerei, díjai
IFK Göteborg
- Svéd bajnokság (Allsvenskan)
  - bajnok (4): 1982, 1983, 1984, 1987
- Svéd kupa (Svenska Cupen)
  - győztes (2): 1982, 1983
- UEFA-kupa
  - győztes (2): 1981–82, 1986–87

## Statisztika

### Mérkőzései a svéd válogatottban
| Svédország | Svédország          | Svédország                              | Svédország   | Svédország | Svédország    | Svédország       | Svédország | Svédország |
| #          | Dátum               | Helyszín                                | Hazai        | Eredmény   | Vendég        | Kiírás           | Gólok      | Esemény    |
| ---------- | ------------------- | --------------------------------------- | ------------ | ---------- | ------------- | ---------------- | ---------- | ---------- |
| 1.         | 1979. október 23.   | Esch-sur-Alzette, Stade de la Frontière | Luxemburg    | 1 – 1      | Svédország    | Eb-selejtező     | -          |            |
| 2.         | 1979. november 17.  | Szingapúr, Nemzeti stadion              | Szingapúr    | 0 – 5      | Svédország    | barátságos       | -          |            |
| 3.         | 1980. július 17.    | Halmstad, Örjans Vall                   | Svédország   | 1 – 1      | Izland        | barátságos       | -          |            |
| 4.         | 1980. augusztus 20. | Budapest, Népstadion                    | Magyarország | 2 – 0      | Svédország    | barátságos       | -          |            |
| 5.         | 1980. november 12.  | Ramat Gan, Nemzeti Stadion              | Izrael       | 0 – 0      | Svédország    | vb-selejtező     | -          |            |
| 6.         | 1981. február 28.   | Lahti, Lahden Suurhalli (FIN)           | Norvégia     | 2 – 4      | Svédország    | Lahti-kupa       | -          |            |
| 7.         | 1982. augusztus 11. | Oslo, Ullevaal Stadion                  | Norvégia     | 1 – 0      | Svédország    | Északi bajnokság | -          |            |
| 8.         | 1985. augusztus 21. | Malmö, Malmö Stadion                    | Svédország   | 1 – 0      | Lengyelország | barátságos       | -          |            |
| 9.         | 1985. november 17.  | Ta’ Qali, Nemzeti Stadion               | Málta        | 1 – 2      | Svédország    | vb-selejtező     | -          |            |
|            | Összesen            |                                         |              | 9          | mérkőzés      |                  | 0          | gól        |